# Øysand
Øysand è un piccolo villaggio norvegese, situato nel nord-ovest del comune di Melhus, nella contea di Trøndelag.
Il nome del villaggio si trova scritto a volte anche come Øysandan o Øysanden, forme che però sono raramente usate nella lingua parlata. L'Autorità norvegese per la mappatura e il catasto ha chiesto nel 2012 di standardizzarne l'ortografia.

## Geografia fisica
Il fiume Gaula segna il confine di Øysand a nord e a est con l'abitato di Leinstrand, nel comune di Trondheim. A ovest si trova una spiaggia di sabbia sul Gaulosen, un ramo del Trondheimsfjord. A sud la strada europea E39, da Klett verso Orkanger, attraversa l'area.
Øysand è una pianura piatta in cui la maggior parte del terreno viene utilizzato per la coltivazione del grano.

## Monumenti e luoghi di interesse
Durante la seconda guerra mondiale, la Germania nazista programmò la costruzione presso Øysand della città di Nordstern, una metropoli con una grande base navale, il cui progetto non fu però mai terminato.

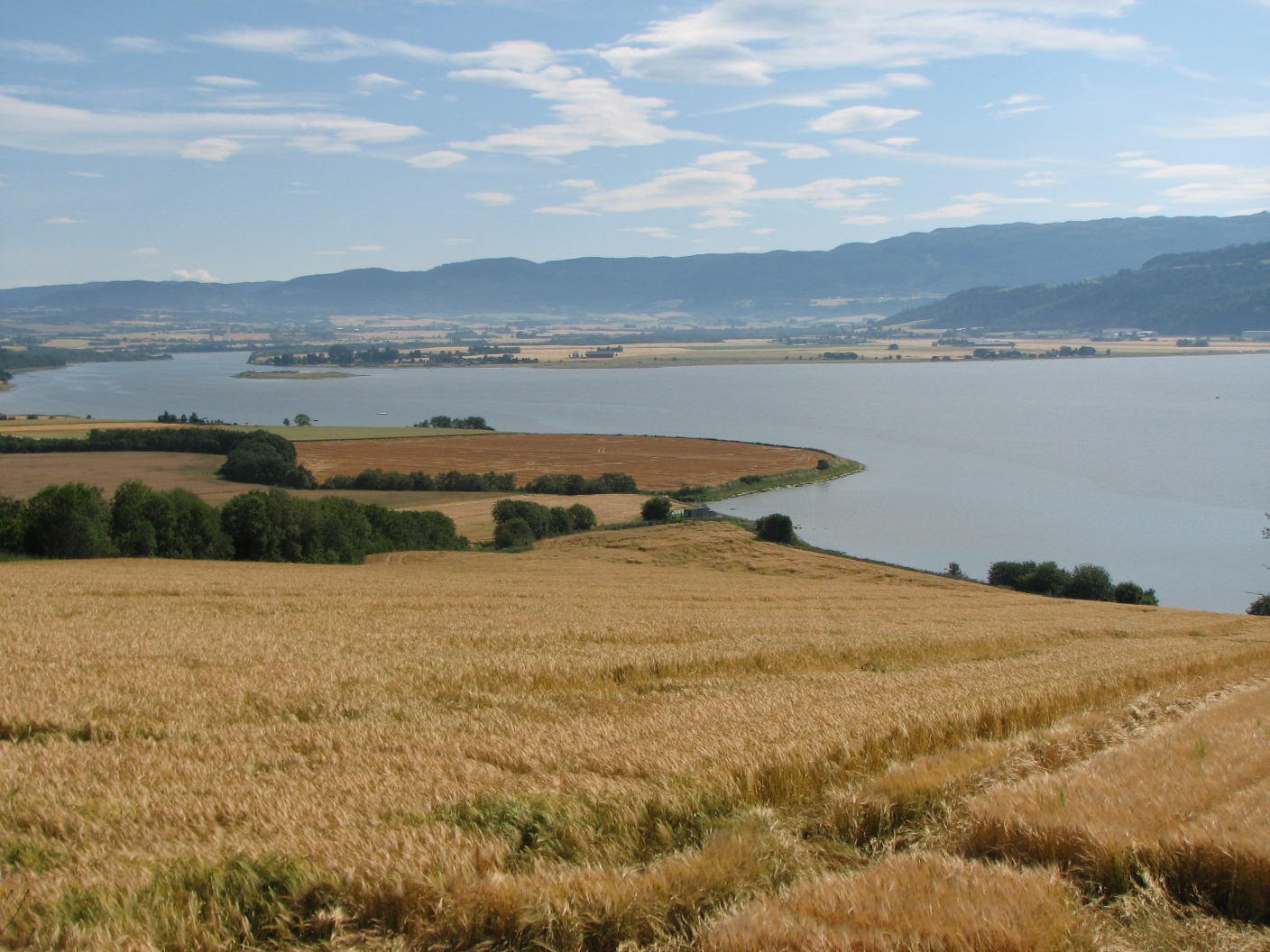
Il Gaulosen con Øysand sullo sfondo, in una foto fatta da Byneset.